# Підводний човен (фільм)

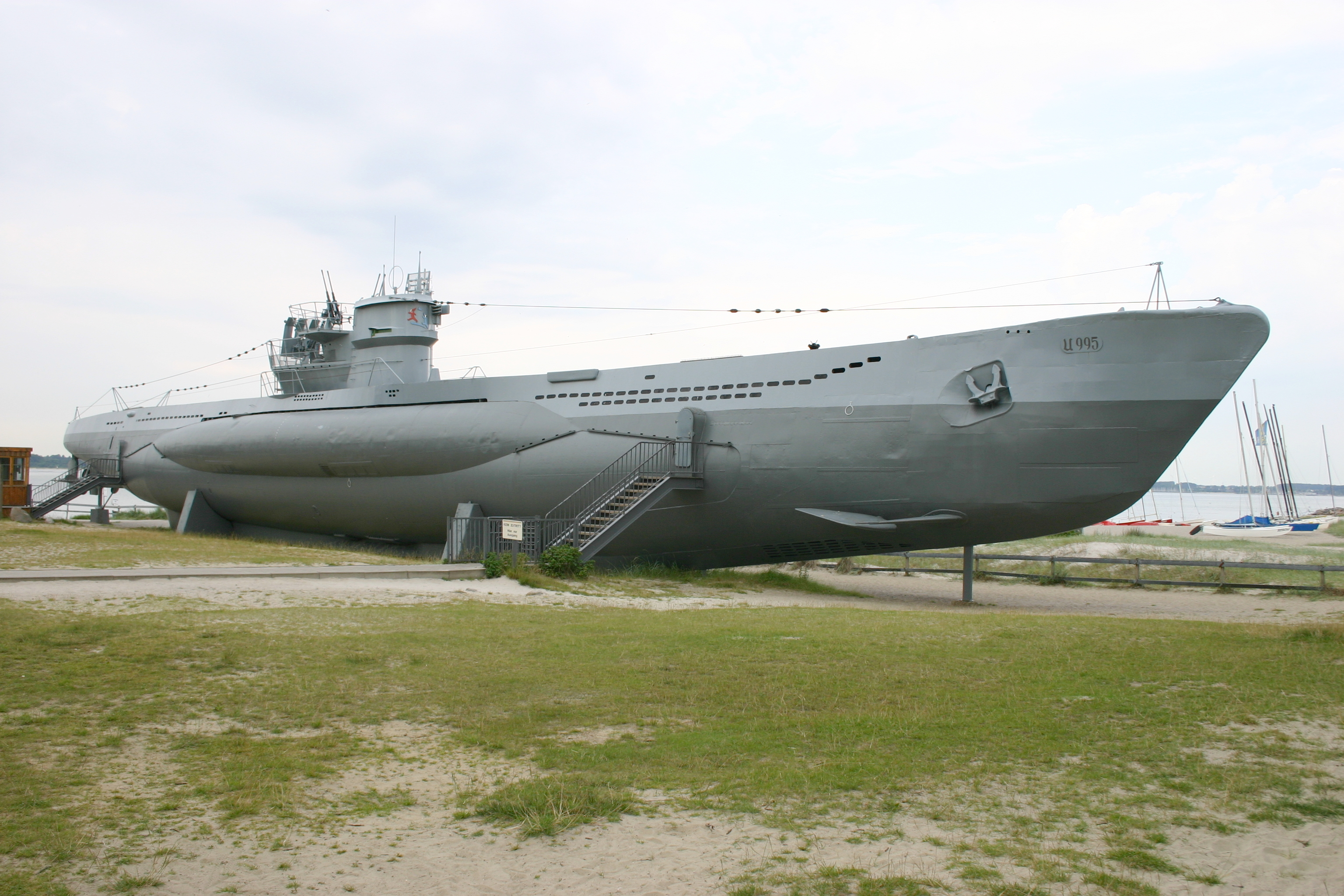
U 995 Type VIIC. На човні такого типу розгорталися події стрічки

«Підводний човен» (нім. Das Boot) — кінофільм режисера Вольфганга Петерсена, за однойменним романом Лотара-Гюнтера Бухайма. Фільм присвячений опису бойового походу німецького підводного човна U-96 під час Другої світової війни.
Український переклад зробила студія Цікава ідея на замовлення Гуртом..
На 1 березня 2024 року фільм займав 78-му позицію у списку 250 кращих фільмів за версією IMDb.

## Сюжет

### Перша частина
Зав'язка. Місце дії: німецька військово-морська база в Ла-Рошель. Час: осінь 1941 року.
Перша сцена — пустельне узбережжя, дорога уздовж моря, в закритому «Мерседесі» їдуть троє: командир («Старий»), інженер і кореспондент лейтенант Вернер, який повинен вирушити в бойовий похід на човні U-96 з метою отримання матеріалу для роботи. По дорозі зустрічаються п'яні матроси, які оточують машину, що під'їхала і не дають їй проїхати. Завтра човен виходить у море — вони відриваються по повній (наприклад, мочаться на проїжджаючу машину). Мета пасажирів — кабаре/бордель на військовій базі.
А в кабаре п'яний розгул. У такій обстановці кореспондент знайомиться з другим офіцером човна.
Приходить новий перший офіцер, представляється командиру. Матроси по дорозі «відзначили» і його машину. Він обурений.
Командир сусіднього човна, Філіп Томсен, напередодні нагороджений Лицарським хрестом. Він вже п'яний, проте виголошує промову на межі державної зради (дуже двозначно висловлюючись про фюрера). Ближче до ночі розгул посилюється. Стріляють по стінах, поливають співачку з сифона. Томсен впав в туалеті, він блює, лежачи на спині — це небезпечно, «Старий» піднімає його.
Ранок. «Старий», Вернер та інженер йдуть до човна. Навколо в елінгах завантажують і ремонтують човни, чується гуркіт клепальних молотків і шипіння електрозварних апаратів. Шикування на човні. Командир представляє Вернера, команда зарозуміло посміхається. Вернера знайомлять з човном, показують планування відсіків, знайомлять з деякими членами екіпажу.
Човен виходить з елінга під звуки маршу, прикрашений прапорами. На мостику юрбиться команда. Під'їжджає машина, звідти вискакує Томсен і вимовляє стисле напуття. Човен пливе в район бойового патрулювання.
U-96 ковзає по хвилях. Грає красива музика («Auslaufen» в саундтреці). Сцена на містку. Лейтенант Вернер дістає фотоапарат та починає знімати вахтових. Командир бурчить на нього, зазначаючи, що він зарано це робить. Вернер насуплюється, йому здається, що командир дуже багато про себе думає. Вони йдуть з містка і залишаються на місці центрального посту.
Під час переходу другий помічник оголошує тривогу. Човен стрімко занурюється на глибину 30 м. Всі тривожно чекають вибухів глибинних бомб. Командир оголошує — тривога навчальна. Офіцери посміхаються. Командир наказує зануритися до 170 метрів для перевірки човна. Корпус тріщить. Вернеру погано, другий офіцер жахає його страшними наслідками занурювання. Човен проходить випробування, командир дозволяє спливти.
Обід в кают-компанії. Волохата свинина. Перший офіцер поводиться підкреслено акуратно. Він чужий для всіх кадрових офіцерів човна. По радіо передають промову Геббельса. Командир зневажливо висловлюється про пропаганду, перший офіцер починає заперечувати, назріває конфлікт. Командир наказує радисту (він же акустик, він же лікар) поставити It's a long way to Tipperary. Співають не тільки офіцери, а й матроси в торпедному відсіку. Перший офіцер демонстративно встає і йде. На морі починається шторм. Командир приймає радіограму — човен Бертольда напоровся на есмінець противника, прийшов наказ допомогти.
Човен спливає на поверхню. Шторм, сильна хитавиця. В торпедному відсіку готують торпеди. Вернер старанно фотографує торпедистів за роботою. Раптово хтось з них кидає йому на голову брудну ганчірку. Обличчя Вернера в мазуті. Оскаженілий боцман йде розбиратися, Вернер в розгубленості тікає з торпедного відсіку. Вернер прокидається на ліжку, чуються грубі жарти старшин.
З Бертольдом немає зв'язку, зі штабом теж. Інженер лютує. Командир наказує зануритися на невелику глибину, акустик прослуховує море. Нарешті він вловлює далекі вибухи глибинних бомб. Човен знову спливає. Старший механік Йохан віртуозно справляється з ходовими дизелями.
Молодий фенріх (кандидат на офіцерське звання) розповідає Вернеру про свою кохану — французьку дівчину. Він боїться, щоб її не вбили «Макі», за те, що вона вагітна від нього — окупанта.
Човен прибуває до району бою. Чуються шуми гвинтів, командир готується спливти і атакувати есмінець, незважаючи на погані погодні умови. Атака зривається, термінове занурення. Удари глибинних бомб. Вернеру знову погано. Після тривалого переслідування есмінець йде. Командир отримує наказ атакувати конвой.

### Друга частина
Атака на конвой проходить успішно, після чого U-96 запекло бомблять кораблі ескорту. Старий ухиляється на великій глибині. Кілька годин проходять у напруженому поєдинку. Всередину міцного корпусу просочується вода. Пожежа в центральному посту. Панікують деякі члени екіпажу, і кореспондент Вернер теж прощається з життям. Епізод завершується прощанням Вернера з фотографією Альпійських гірських вершин.
Нарешті, пізно вночі, бомбування припиняється. Човен спливає на поверхню. Нічний океан освітлений пожежею танкера зі складу конвою. Командир добиває його торпедою. Раптово на палубі танкера показуються кілька палаючих людських фігур моряків танкера — їх не зняли вцілілі кораблі конвою. Люди стрибають у море і пливуть до U-96. У командира наказ не брати полонених, човен дає задній хід.
Основне завдання походу виконано, човен може повертатися на базу в Ла-Рошель. Це дуже до речі, оскільки човен серйозно пошкоджений бомбардуванням, закінчується продовольство, пальне та торпеди.
Раптово приходить радіограма, згідно з якою U-96 повинен слідувати в іспанський порт Віго і там таємно поповнити запаси з засекреченого судна-постачальника «Везер». Човен успішно добирається до Віго. Командир має намір висадити інженера і Вернера, і переправити їх до Німеччини під виглядом циган. Різдво. На борту «Везера» офіцерів чекає розкішна вечеря, поки торпеди і пальне завантажуються в U-96.
Німецький військовий аташе просить Старого на пару слів, і передає йому секретний наказ. Човен повинен пройти в Середземне море для перебазування на італійську базу в Ла-Спеція, через Гібралтарську протоку (що, за словами механіка Аріо, «важче, ніж трахнути незайману дівчину без вазеліну», оскільки в Гібралтарі знаходяться великі військово-морські сили англійців) … Також, у секретному наказі командування дає зрозуміти, що заміни інженеру і Вернеру не буде, тому Старий скасовує рішення про їх висадку. Човен виходить в район Гібралтару.

### Третя частина
U-96 наближається до лінії блокади Гібралтару, крізь туман просвічують ходові вогні англійських кораблів. Командир вирішує продрейфувати за течією, що вливається в Середземне море з Атлантичного океану.
Човен обережно маневрує на поверхні, коли раптом з туману виринає англійський винищувач на бриючому польоті, його гармати і кулемети поливають палубу U-96, штурман Крічбаум поранений в груди, його втягують всередину. Легкий корпус човна пошкоджений снарядами винищувача, в результаті прямого влучення авіабомби човен позбавляється палубної гармати. Протока висвітлюється численними освітлювальними ракетами, човен починають обстрілювати кораблі. Командир залишається на містку, командує повний вперед. Нарешті човен з величезним диферентом занурюється прямо перед англійським есмінцем. І тут заклинює горизонтальні керма, відмовляє головний насос — човен продовжує занурюватися. Вже пройдено жовтий сектор глибиноміра … проходить червоний … занурення зупинити не вдається. Офіцери бліді. Вони чекають, що зараз затріщить міцний корпус … Глибиномір зашкалює. Човен на глибині 280 метрів вдаряється об ґрунт. Відкриваються численні течі, команда ціною неймовірних зусиль зупиняє надходження води всередину міцного корпусу, більшість механізмів непрацездатні, кисню залишається на 8 годин. Приходить надія: виявляється запас стисненого повітря. Якщо прониклу всередину човна воду закачати в баластні цистерни, а потім витіснити її стисненим повітрям, човен повинен спливти. Інженер ремонтує акумулятори, команда лагодить насоси і дизелі. У результаті підводникам вдається спливти рано вранці, коли британці вже святкують загибель U-96 на базі. Покручений човен йде назад і добирається до бази в Ла-Рошель.

### Заключна сцена

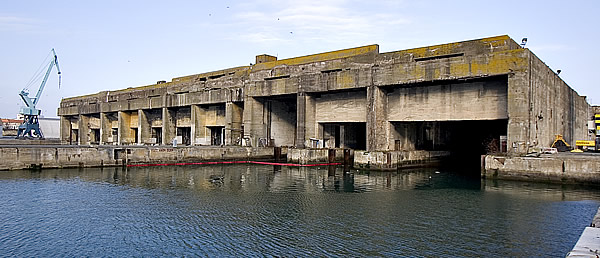
Укриття з міцного бетону для підводних човнів в Ла-Рошель (Сучасне фото)

Ясним днем U-96 причалює до пірсу в Ла-Рошель. На борту вишикувалися бородаті, втомлені підводники в засмальцьованих робах, зі слідами мазуту на обличчях та руках. Пораненого Крічбаума завантажують у санітарну машину, на човен по трапу сходить Карл Деніц, який, як відомо, намагався зустріти кожний човен.
Раптово лунає сирена повітряної тривоги. В небі з'являється близько двадцяти англійських літаків.
Персонал бази, зустрічаючий генералітет і підводники з U-96 кидаються під захист бетонних дахів. Не встигають підводники… Багатьох убито: Йохан, другий помічник, молодий фенріх. U-96 отримує пробоїну і повільно тоне біля пірса. За тонучим човном спостерігає важко поранений командир. Коли човен остаточно занурюється, командир падає. Кореспондент Вернер сідає біля його тіла і дивиться на картину руйнування навколо. Камера віддаляється. Кінець.

## Зйомки

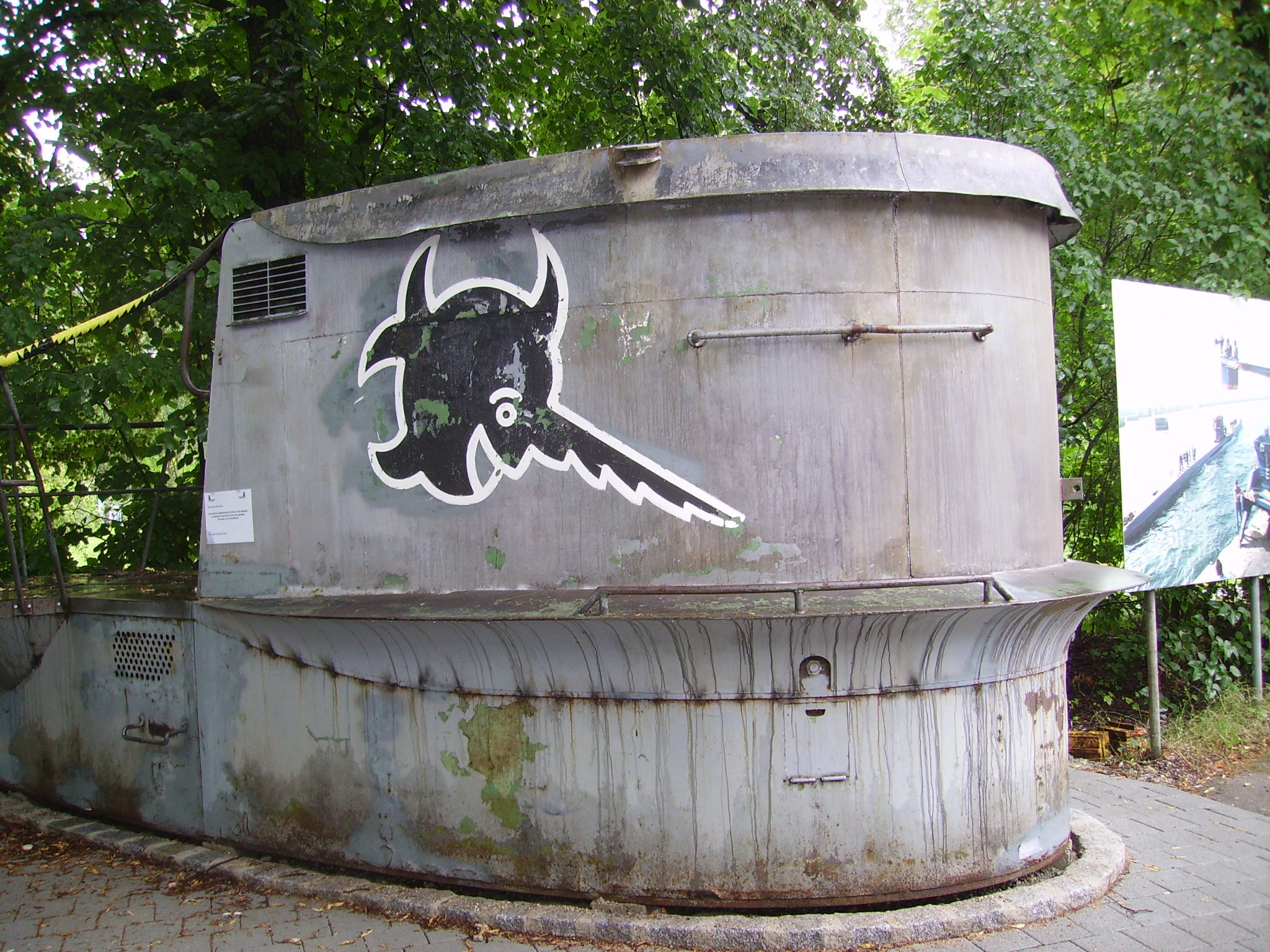
Модель рубки задіяної у зйомках, кіностудія «Bavaria Film», Мюнхен

Підготовка до створення фільму велася п'ять років. Сам процес зйомок зайняв рік, і ще рік пішов на монтаж і постобробку. Під час зйомок фільму для консультацій був запрошений реальний командир U-96 Генріх Леман-Вілленброк, якому в той момент було вже під 70.
Зйомки фільму тривали довше року, при цьому проходили в хронологічному порядку, за винятком початкових сцен у барі і фінальних у гавані, які були зняті останніми.
Фінальна сцена була знята за один дубль, перш за все через великі витрати на неї.
Підсумкова тривалість прокатної версії склала 150 хвилин, режисерська версія має тривалість 209 хвилин, оригінальна повна версія, випущена в 1996 році, триває 293 хвилини. Крім того, в Німеччині була випущена 6-серійна телеверсія даного фільму (TV-Fassung) тривалістю 351 хв.

Декорації човна на Bavaria Studios в Мюнхені
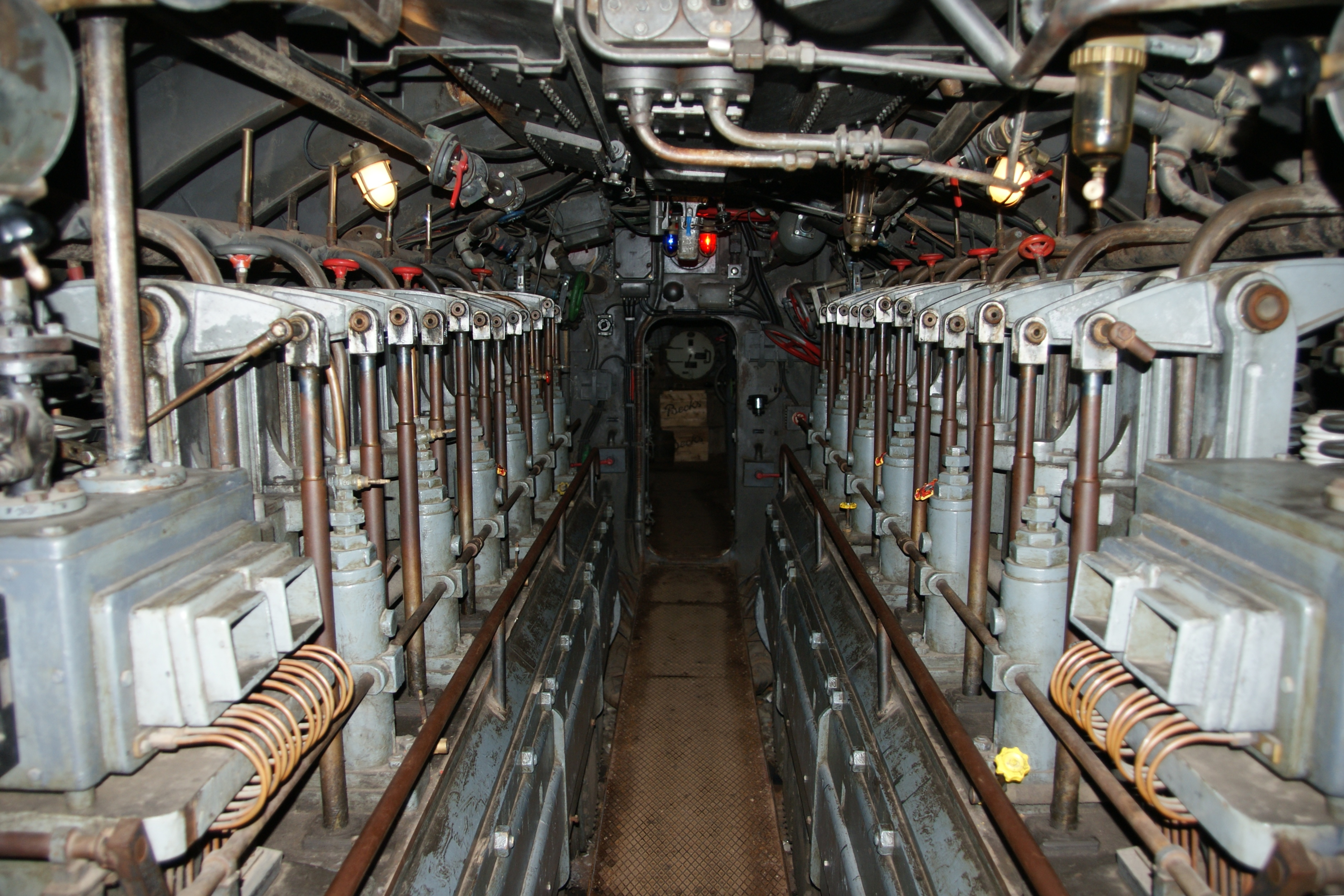
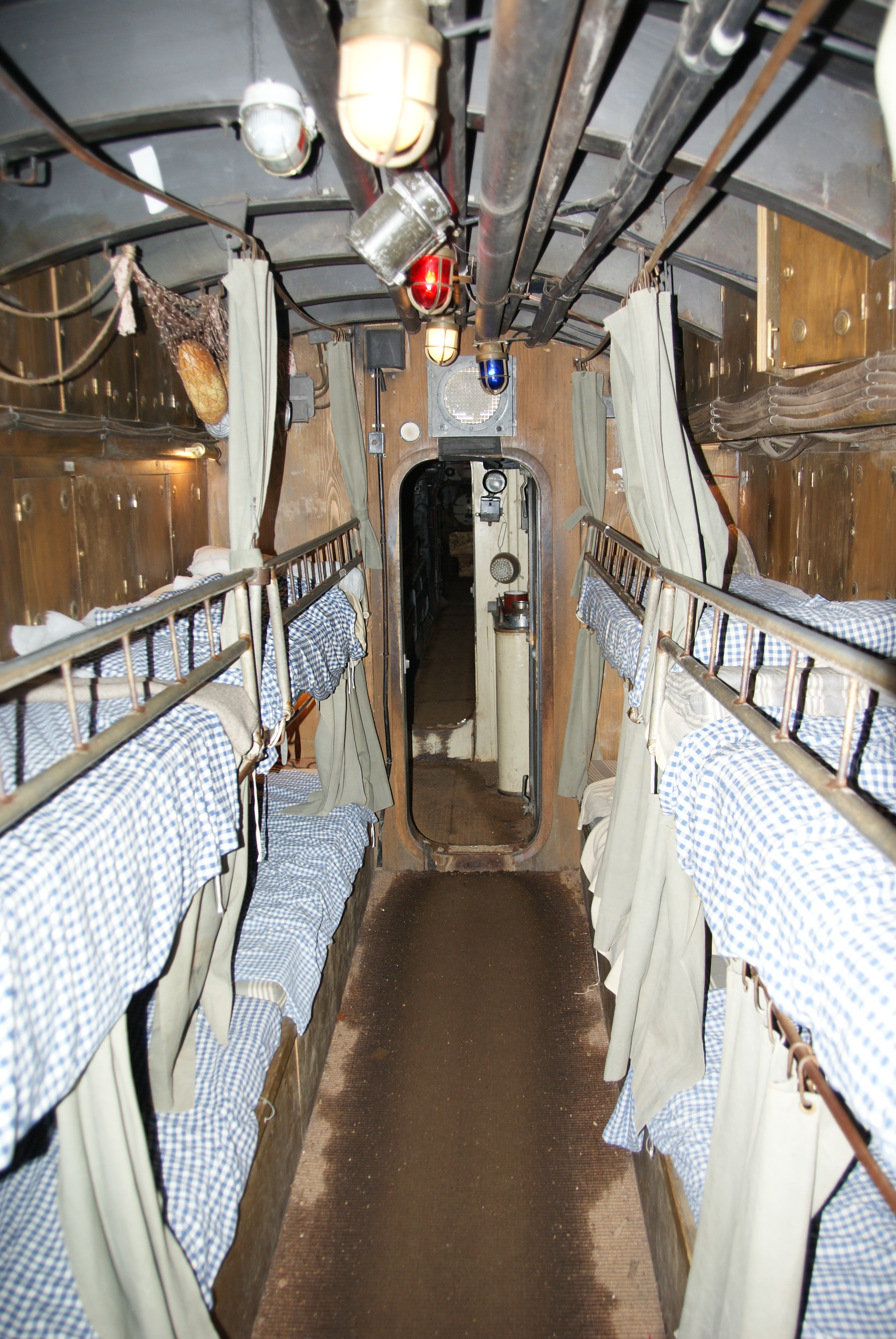
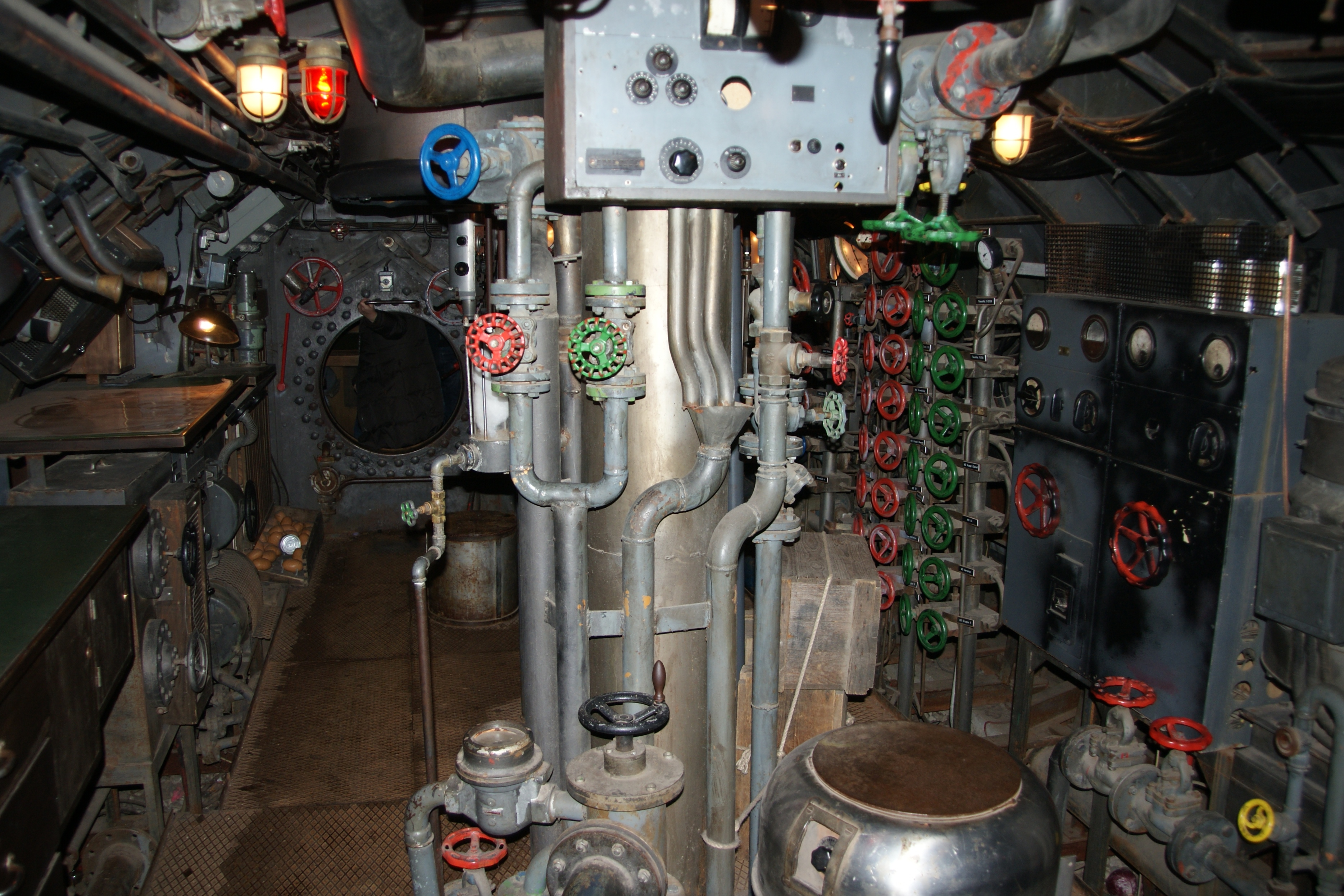
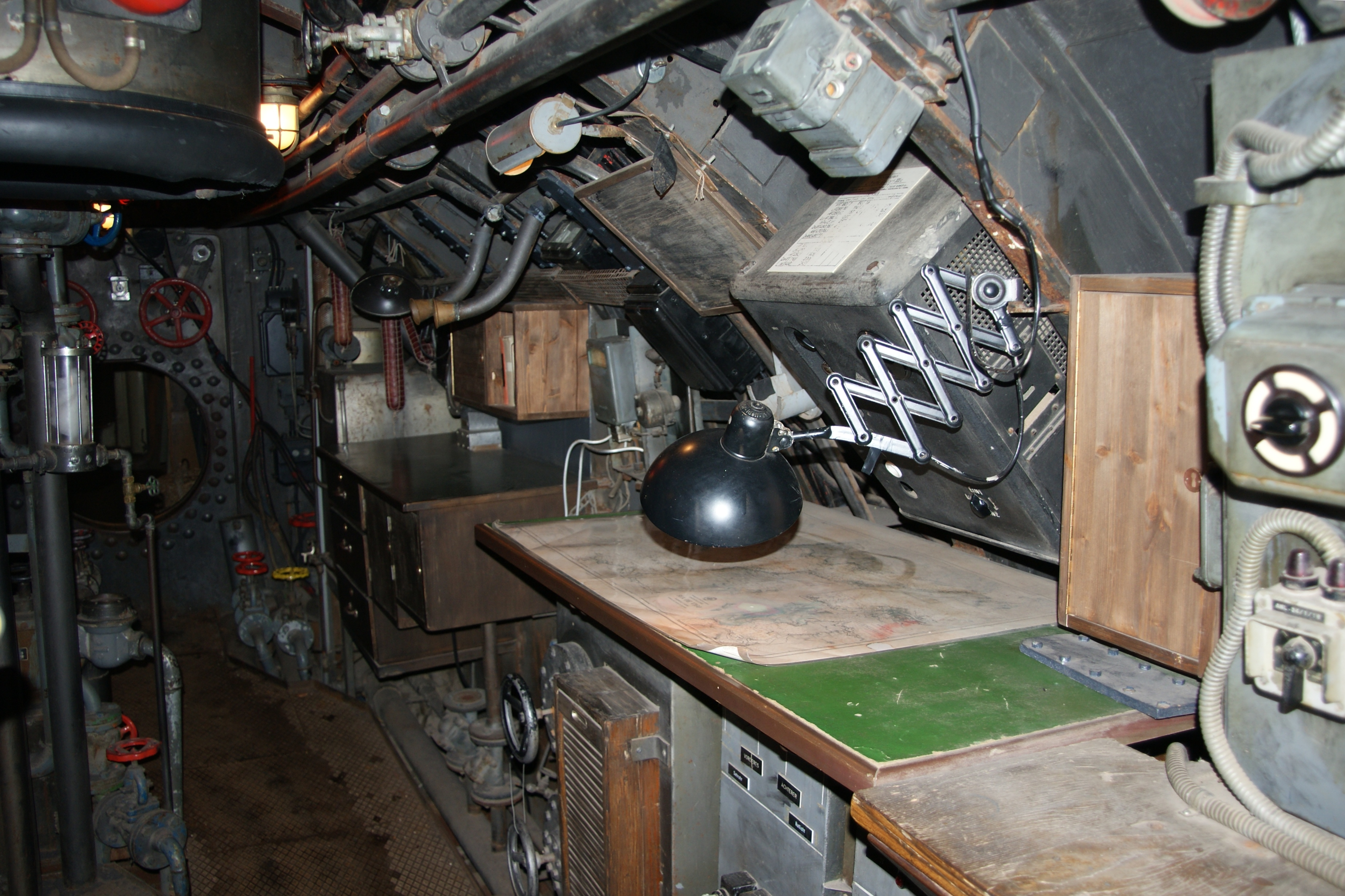
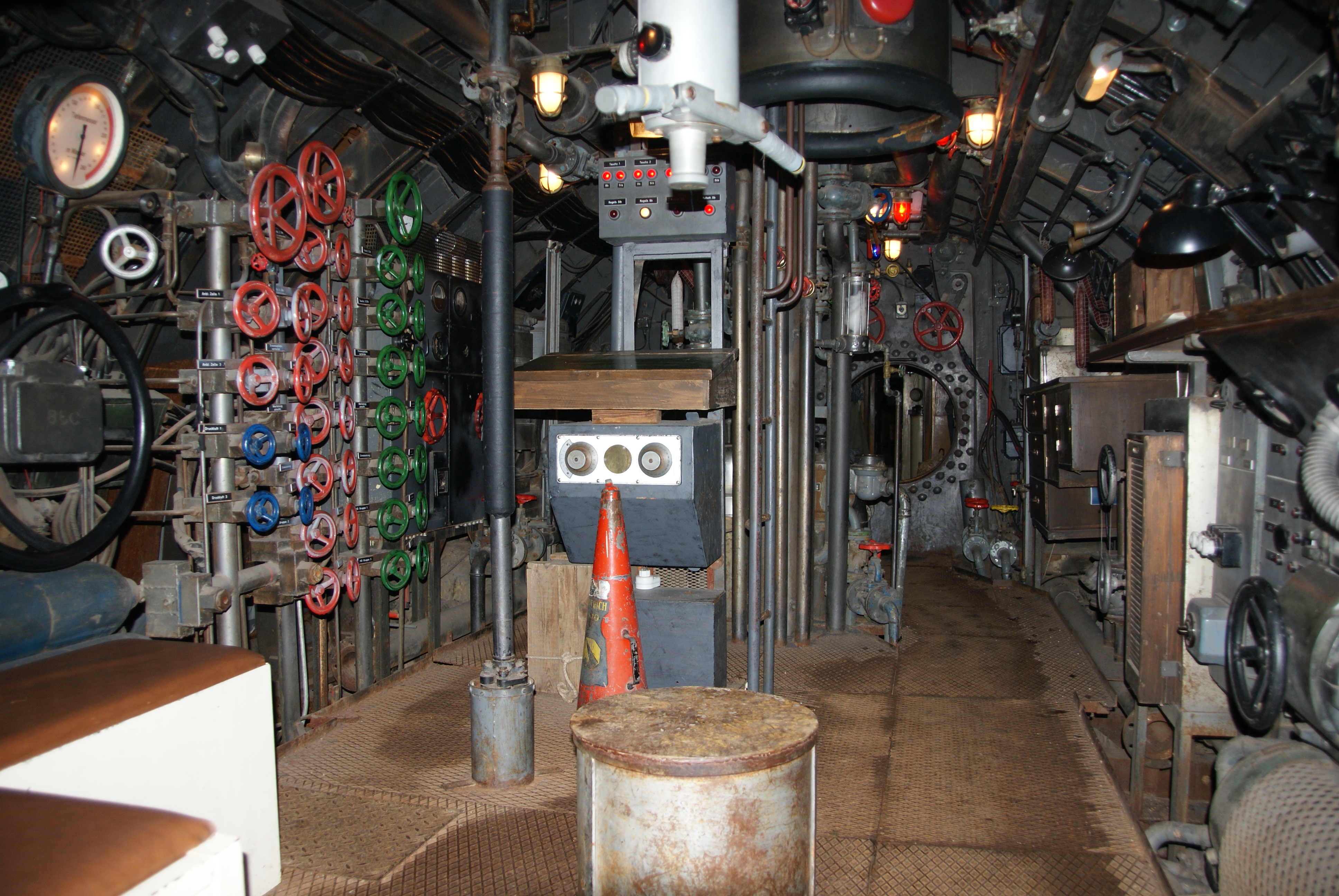
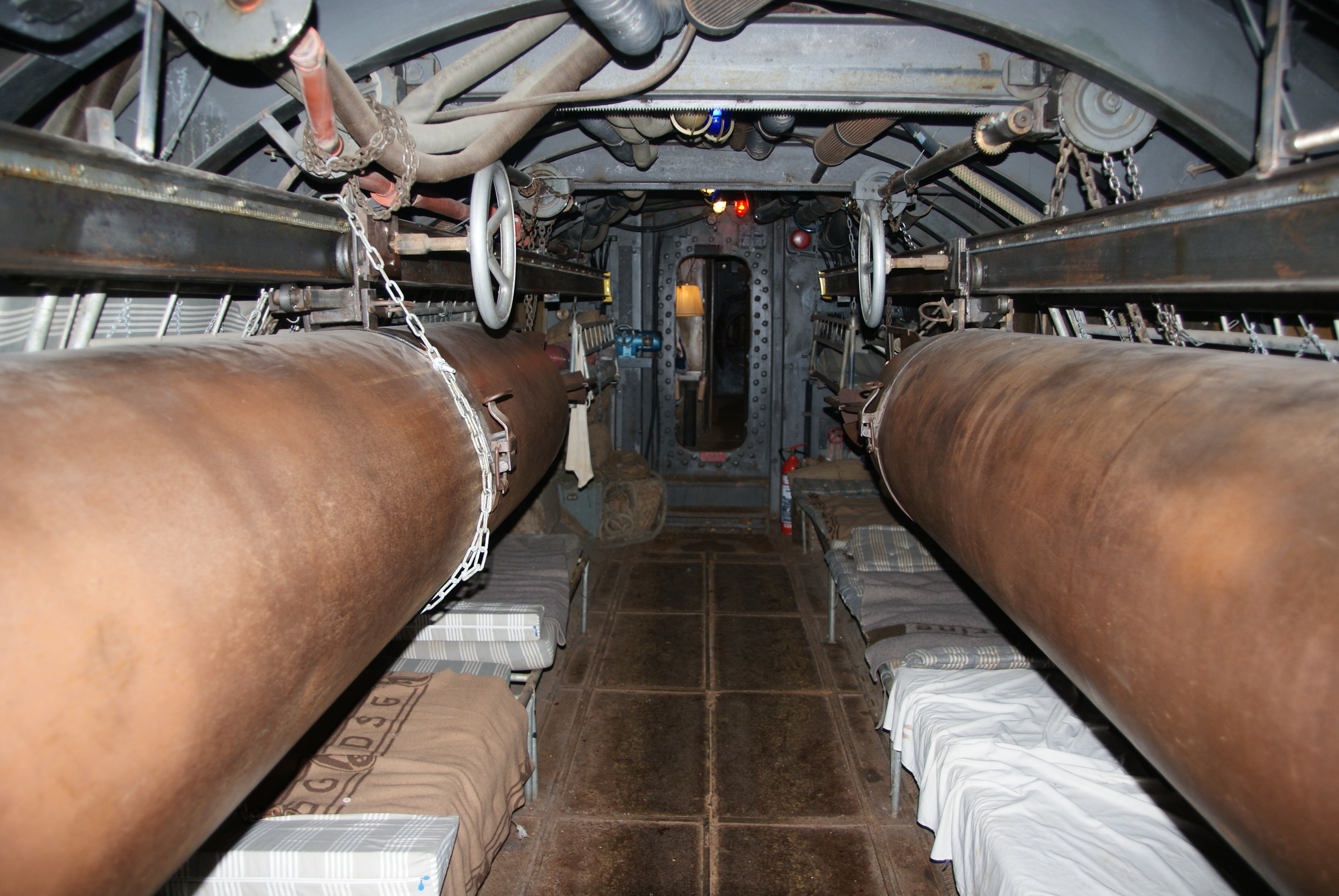

## У ролях
- Юрген Прохнов — капітан-лейтенант Генріх Леман-Вілленброк
- Герберт Гренмайер — лейтенант Вернер (кореспондент)
- Клаус Веннеман — головний інженер обер-лейтенант Фріц Граді
- Губертус Бенгш — перший вахтовий офіцер
- Мартін Семмельроге — другий вахтовий офіцер
- Бернд Таубер — штурман Крігбаум
- Отто Зандер — капітан-лейтенант Філіп Томсен

## Нагороди та номінації

### Нагороди
- 1982 — Премія German Film Awards 
  - Найкращий звук — Мілан Бор
  - Видатний художній фільм

### Номінації
- 1983 — Премія "Оскар "
  - Найкращий режисер — Вольфганг Петерсен
  - Найкращий сценарій — Вольфганг Петерсен
  - Найкращий оператор — Йост Вакано
  - Найкращий монтаж — Ханнес Нікель
  - Найкращий звук — Тревор Пайк, Мілан Бор, Майк Ле Мер
  - Найкращий монтаж звукових ефектів — Майк Ле Мер
- 1983 — Премія BAFTA
  - Найкращий фільм іноземною мовою — Вольфганг Петерсен
- 1982 — Премія «Золотий глобус»
  - Найкращий зарубіжний фільм

## Цікаві факти
- У деяких сценах можна побачити шифрувальну машину Енігма, яка служила для шифрування радіоповідомлень.
- В саундтреку фільму звучить композиція «Auslaufen»
- На початку 1990-х років група U96 створила техно-версію музичної теми фільму, що стала дуже популярною.
- У 2007 російська рок-група Оргія Праведників в альбомі «Сонце, що йде» записала пісню з такою назвою, сюжет має дуже непряме ставлення до фільму, проте, учасники визнають, що кінокартина була одним з джерел натхнення.
- Для зйомок фільму Індіана Джонс: У пошуках втраченого ковчега використовувався той же човен, що й у фільмі.

## Помилки у фільмі
- Коли в біноклі команда засікає есмінець, звучить «Есмінець на 10 годину!», Але всі дивляться у бінокль не наліво по ходу човна, а направо, «на другу годину»,